# Hirschenbach (Wienfluss)
Der Hirschenbach ist ein Bach im 13. Wiener Gemeindebezirk Hietzing. Er ist ein rechter Zubringer des Wienflusses.

## Verlauf

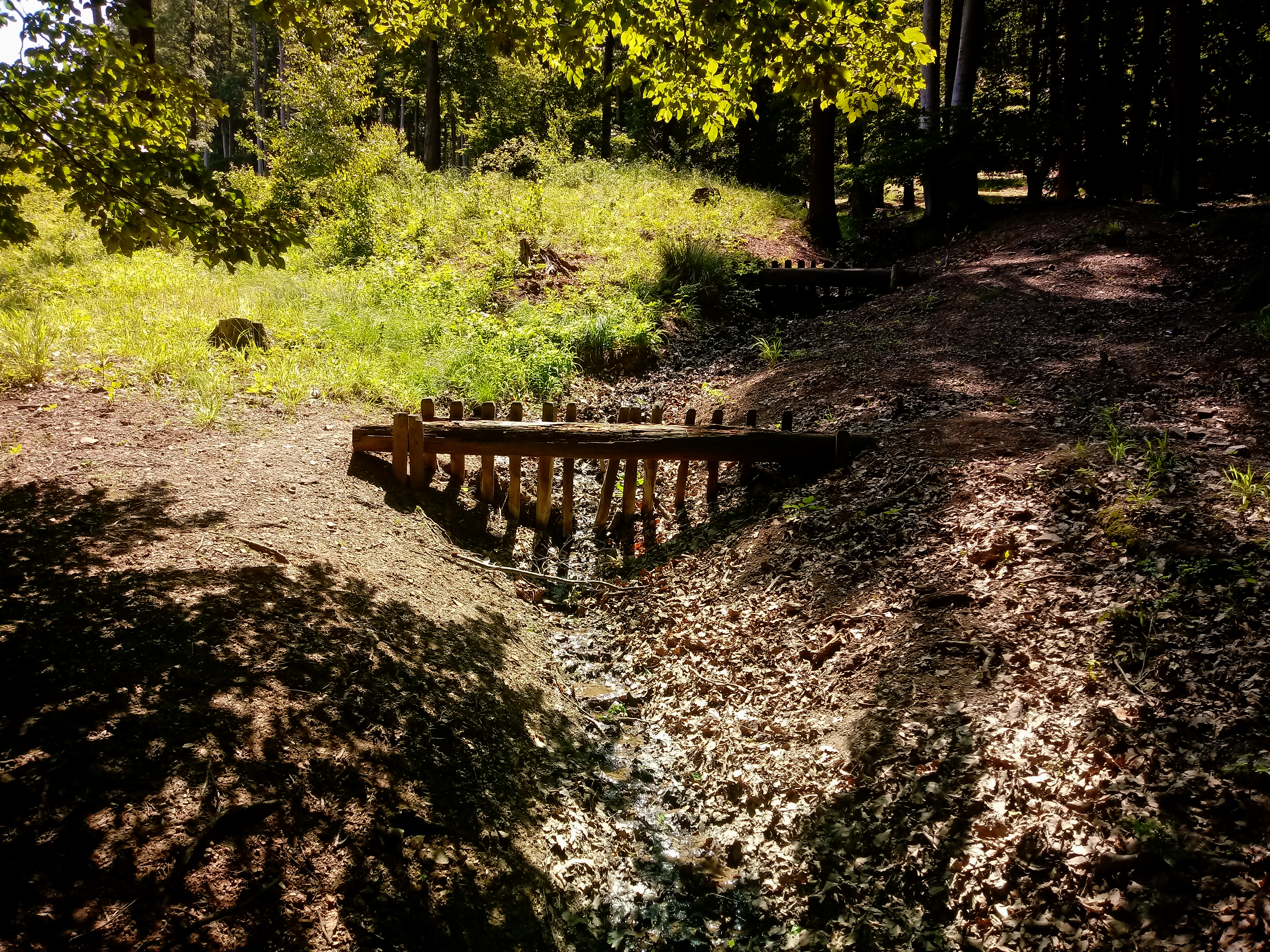
Hirschenbach am Hagenberg

Der Bach entspringt am Nordhang des Hagenbergs im Lainzer Tiergarten. Er verläuft in einem Tobel Richtung Norden und passiert die westlichen Abhänge des Nikolaibergs. Außerhalb der Tiergartenmauer unterquert der Hirschenbach die Wientalstraße in einem 14 m langen Durchlass. Er mündet schließlich im Rückhaltebecken Auhof in Hütteldorf in den Wienfluss.
Der Hirschenbach hat eine Länge von 925 m bei einer Höhendifferenz von 68 m. Sein Einzugsgebiet ist 0,7 km² groß.
Beim Hirschenbach besteht keine Gefahr von Überflutungen. Im Fall eines Jahrhunderthochwassers sind weder Infrastruktur noch Wohnbevölkerung betroffen.

## Geschichte
Der Durchlass unter der Wientalstraße wurde 1966 errichtet.

## Ökologie
Der Hirschenbach ist ein Lebensraum der Wasserfledermaus (Myotis daubentonii), die über der Wasseroberfläche auf Insektenjagd geht. Er fließt im Lainzer Tiergarten durch Eichen-Hainbuchen-Wälder.